# رشدي (الإسكندرية)
منطقة رشدى أحد أحياء الإسكندرية الراقية يشتهر بكونه حى راق برمل الإسكندرية و يرجع تسمية الحي بهذا الاسم لحسين رشدي باشا رئيس وزراء مصر الأسبق والذي قام بتشكيل الوزارة أربع مرات، وفي عهد نظارته تحولت 'النظارة' إلى مسمى 'الوزارة'.